# Mario Ilievski
Mario Ilievski (Skopie, 24 de abril de 2002) es un futbolista macedonio que juega en la demarcación de delantero para el FC CSKA 1948 Sofia de la Primera Liga de Bulgaria.

## Selección nacional
Tras jugar en las categorías inferiores de la selección finalmente el 7 de septiembre de 2024 hizo su debut con la selección de Macedonia del Norte en un partido de la Liga de Naciones de la UEFA 2024-25 contra Islas Feroe que finalizó con un resultado de empate a uno tras el gol de Viljormur Davidsen para Islas Feroe, y de Enis Bardi para el combinado macedonio.

## Clubes
| Club                 | País                | Año       | Partidos | Goles |
| -------------------- | ------------------- | --------- | -------- | ----- |
| FK Vardar Negotino   | Macedonia del Norte | 2018-2019 |          |       |
| GFK Tikvesh (cedido) | Macedonia del Norte | 2019-2020 | 7        | 2     |
| PFC Septemvri Sofia  | Bulgaria            | 2020-2022 | 68       | 29    |
| Kisvárda FC          | Hungría             | 2022-2024 | 71       | 10    |
| FC CSKA 1948 Sofia   | Bulgaria            | 2024-     | 9        | 3     |